# 池田理代子
池田理代子（日语：／ Ikeda Riyoko，1947年12月18日—）是一名日本漫画家、劇画家、声乐家。最著名的代表作品是《凡爾賽玫瑰》，深受众多女性读者与少女们的喜爱，成为了漫画界70年代最大的热门话题之一。

## 人物介绍
少女时代从未想过自己将来要成为一名漫画家，但从小學開始便狂熱地迷上了漫畫，所以她喜歡隨處畫畫，尤其是在笔记本的空白页上，垫版、橡皮擦、桌面上到处画满了各式各样少女的动漫形象以及各种人物与风景。进入了大学后，她决定离开父母自己生活，为了赚取生活费，她向家里要了点钱便开始了漫画的创作，但她对漫画界的一切却一无所知，她带着自己的處女作《山中的你》来到了集英社与講談社的编辑部，但都没有採用，不過講談社的編輯給她推薦了一家小型少女漫画出版社—若木書房，她在那裡畫了兩年的單本漫畫，陆续发表了不少的漫画作品。之后于1972年《瑪格麗特》開始連載了《凡爾賽玫瑰》，獲得了巨大的回響，读者们都非常佩服池田理代子广博的历史学识。有漫畫迷寫信給她说「讀了《凡爾賽玫瑰》后，我對法國大革命產生了浓厚的興趣，從此便認真的去找法國大革命的書來讀。如今我對歷史更加得喜愛而深入。」
池田理代子在描写历史人物时，使她感到特别浪费时间浪费精力的就是查阅各种相关资料，这比她创作本身作品还要辛苦得多，则理代子认为各种尝试与经历都是在学习，而从小打下学习的基础几极为重要的。
池田理代子在小学三年级时，曾拜读了漫画大师—手冢治虫的漫画《鹤之泉》，则被感动得留下了眼泪，为此而激发了她不断学习画漫画的兴趣与信心。她所常用的画材是色铅笔、水彩、石膏以及色粉笔，她的画风与油画颇为相似。

## 漫畫作品
- 《凡爾賽玫瑰》

1972年－1973年連載。由寶塚歌劇團改編為舞台劇，亦被改編為電視動畫、真人電影等跨媒體製作。
- 《青澀花園》[1]

1974年發表。1991年7月14日至1992年5月31日期間於NHK BS2播出動畫版。
- 《奧菲斯之窗（日语：オルフェウスの窓）》

1975年－1981年連載。後由寶塚歌劇團改編為舞台劇。
- 《榮光的拿破崙─英雄交響曲（日语：栄光のナポレオン-エロイカ）》

1986年－1995年連載。描寫拿破崙·波拿巴的榮耀與沒落。包含《凡爾賽玫瑰》登場人物羅莎莉、貝爾納、阿蘭等，具續篇性質。
- 《克勞丁…！（英语：Claudine_(manga)）》

1978年發表。
- 《蒼石榴（日语：蒼い柘榴）》
- 《獻給祖國的愛》（祖国に愛を）
- 《沈丁花》
- 《妖子（日语：妖子）》
- 《兩人相依》（ふたりぽっち）
- 《婚禮頌歌》（エピタラム）
- 《婚紗》（ウェディング・ドレス）
- 《櫻京》（桜京）
- 《雨後天晴》（雨あがり）
- 《真理子》（真理子）
- 《我的漫畫》（私漫画）
- 《白色艾格蒙特》（白いエグモント）
- 《章子的練習曲》（章子のエチュード）
- 《偏執狂》（パラノイア）
- 《祖萊卡》（ズライカ）
- 《我的鑽石》（マイ・ダイヤモンド）
- 《成人的戀愛時光》（大人の恋愛時間）
- 《未曾聽見的言語》（聞かなかった言葉）
- 《秋之華》（秋の華）
- 《風之記憶》（風の記憶）
- 《魅女物語》（魅女物語）
- 《玻璃的黑暗》（ガラスの闇）
- 《晚香玉之晨》（フリージアの朝）
- 《西西弗斯的安息》（シジフォスは憩う）
- 《婚禮頌歌》（エピタラム-祝婚歌）
- 《池田理代子短篇集》

### 合作作品
- 《摘風的普賽克》（風を摘むプシケ）－與矢島正雄（日语：矢島正雄）合作
- 《丰饶之海》：改編三島由紀夫作品、宮本えりか繪製，2006年發表
- 《隼之名騎手》（ファルコンの名騎手）－改編芭芭拉·卡特蘭作品
- 《愛隨華爾滋起舞》（愛はワルツにのせて）－改編芭芭拉·卡特蘭作品
- 《華麗倫敦之夜會》（華麗なるロンドンの夜会）－改編芭芭拉·卡特蘭作品
- 《神秘貴婦人》（謎の貴婦人）－改編芭芭拉·卡特蘭作品
- 《國王與潑辣公主》（国王とじゃじゃ馬娘）－改編芭芭拉·卡特蘭作品

### 傳記與歷史作品
- 《女王伊麗莎白》（女王エリザベス）

與宮本えりか合作，1999年發表。改編自伊麗莎白一世的傳記漫畫，原標題為《與國家結婚的女王》。
- 《愛是永恆的》（愛は永遠に）－與珠玉傑合作
- 《搖曳的早春》（ゆれる早春）－與珠玉傑合作
- 《活著真好！》（生きててよかった!）－與珠玉傑合作
- 《女帝葉卡捷琳娜》（女帝エカテリーナ）

1982年－1984年連載。改編自亨利·特罗亚所著的葉卡捷琳娜二世傳記。
- 《春日局 焰火人間今生》（春日局 けふぞ火宅を）

1989年發表。
- 《聖德太子》（聖徳太子）

1992年－1994年連載。
- 《直到天涯盡頭》（天の涯まで）

1999年發表。描繪波蘭被瓜分的悲劇，主角為拿破崙元帥约瑟夫·波尼亚托夫斯基。亦包含《女帝葉卡捷琳娜》《凡爾賽玫瑰》《榮光的拿破崙─英雄交響曲》的外傳要素。
- 《尼伯龍根的指環》

2000年－2001年連載。改編自李察·華格納的同名樂劇。
- 《太王四神記》（太王四神記）

自2007年9月25日起開始連載，改編自韓國電視劇《太王四神記》。
- 《凡爾賽玫瑰 Kids》（ベルばらKids）

2005年10月至2013年3月連載於《朝日新聞》週六朝刊別冊《be》，以《凡爾賽玫瑰》角色為主角的幽默四格漫畫。